# Мокринский, Алексей Павлович
Алексей Павлович Мокринский — советский хозяйственный, государственный и политический деятель.

## Биография
Родился в 1912 году в деревне Чурюково. Член КПСС.
С 1924 года — на хозяйственной, общественной и политической работе. В 1924—1961 гг. — рассыльный союза СХИР, райкома ВКП (б), работник по найму, слесарь, шофер автобазы г. Сталинска, мастер, начальник цеха, помощник главного металлурга, главный металлург завода № 199, секретарь райкома КПСС Центрального района г. Комсомольска-на-Амуре, начальник политотдела АУРП, второй секретарь Хабаровского горкома КПСС, заведующий отделом машиностроения Хабаровского крайкома КПСС, второй секретарь Хабаровского горкома КПСС, председатель Хабаровского горисполкома, первый секретарь Хабаровского горкома КПСС.
Был организатором и участником делегаций на встречах с руководством Северной Кореи. За пуск первого трамвая в городе Хабаровск, награждён именными золотыми часами.
Делегат XX и XXI съездов КПСС.
Умер в 1980 году в Жданове Донецкой области.

## Семья
- Дочь — Галина Алексеевна (03.04.1940 — 2019), похоронена рядом.
- Сын — Владимир Алексеевич (08.12.1937 — 2011), похоронен в г. Тюмень.
- Сын — Юрий Алексеевич, похоронен в г. Хабаровск